# Дети кукурузы (фильм, 2009)
«Дети кукурузы» (англ. Children Of The Corn) — мистический фильм ужасов 2009 года, вторая экранизация одноимённого рассказа Стивена Кинга  и ремейк фильма 1984 года, снятый для телевидения. Режиссёром, сценаристом и продюсером этой версии стал Дональд П. Борчерс. Действие происходит в 1975 году в городе Гэтлин, штат Небраска. Молодая пара Бёрт и Вики попадают в город, где правит культ кукурузы, а дети, поклоняясь таинственному божеству, которого называют Тот, что обходит ряды, убили всё взрослое население городка.

## Сюжет
Чтобы как-то оживить свой брак, молодая пара Бёрт и Вики решают отправиться в небольшое путешествие по Америке. Однако поездка мало чем помогла, оба они устали, находясь в дороге уж очень долго. Если верить карте, впереди находится небольшой городок Гатлин, где пара решает отдохнуть. Но неожиданно на дорогу выбегает мальчик, и Бёрт не успевает затормозить. Преследуемый дурным предчувствием, Бёрт направляется за помощью в Гатлин. Однако кое-что не даёт мужчине покоя — у мальчика было перерезано горло, а значит, когда Бёрт сбил его, он был уже мёртв.

## В ролях
- Дэвид Андерс — Бёрт
- Кэндис Макклюр — Вики
- Ремингтон Дженнингз — Джозеф
- Дэниэл Ньюман — Малахия
- Престон Бэйли — Айзек
- Алекса Николас — Рут
- Крейтон Фокс — Питер
- Пол Батлер-Младший — Наум
- Райан Бертроше — Эймос
- Остин Кубс — Марк
- Доминик Плю — Джейкоб
- Шон Келли — Дэвид

## Съёмки
- Подбор актёров начался за две недели до съёмок.
- В версии 1984 года, большинство детей-актёров было старше своих персонажей. В этой версии режиссёр искал ровесников героев.
- Дональд Боркерс был продюсером версии 1984 года.
- Съёмки проходили в окрестностях города Квод-Ситис с 3 сентября по 30 сентября 2008 года.
- Боркерс считал, что первая версия была слишком голливудизирована, поэтому он решил снять ремейк. Также режиссёр хотел, чтобы Стивен Кинг принял участие в съёмках картины, однако писатель не проявил интереса к работе над ремейком.

## Саундтрек
Композиторы — Джонатан Элиас и Натаниэль Морган.
1. Preacher Boy
2. Corn Cleaning
3. Burt Leaves
4. Vicky’s Destiny
5. Thunder Bird
6. Get Him
7. Vietnam
8. Let Us Pray For Dinner
9. Time Of Fertilization
10. Gatlin
11. Have A Fine Son
12. Not So Bad
13. Nobis
14. Bar Grill
15. Corn Comb
16. Ear Of The Corn

## Премьера и выход на DVD
Фильм впервые транслировался на канале Sci-Fi 26 сентября 2009 года, а не подцензурная версия от компании Anchor Bay вышла на DVD 6 октября 2009 года. Издание включало интервью с актёрами и съёмочной группой, а также материалы со съёмочной площадки.